# 6 Волопаса
6 Волопаса (лат. 6 Boötis), e Волопаса (лат. e Boötis), HD 120539 — двойная звезда в созвездии Волопаса на расстоянии приблизительно 456 световых лет (около 140 парсеков) от Солнца. Видимая звёздная величина звезды — +4,91m.

## Характеристики
Первый компонент — оранжевый гигант спектрального класса K4III, или K0. Масса — около 2,923 солнечных, радиус — около 39,14 солнечных, светимость — около 430,124 солнечных. Эффективная температура — около 4077 K.
Второй компонент — оранжево-красный карлик спектрального класса M-K. Масса — около 559,9 юпитерианских (0,5345 солнечной). Орбитальный период — около 943,7 суток (2,5837 лет). Удалён на 2,138 а.е..